# Jan Ryszard Kurylczyk
Jan Ryszard Kurylczyk (ur. 18 maja 1945 w Dziedzinie) – polski pisarz, polityk, menedżer, w latach 1988–1989 wojewoda słupski, w latach 2001–2004 wojewoda pomorski, w latach 2004–2005 wiceminister infrastruktury.

## Życiorys
Ukończył studia na Wydziale Budownictwa Politechniki Koszalińskiej, a także budownictwo elektrowni jądrowych na Politechnice Gdańskiej oraz wycenę nieruchomości na Akademii Rolniczo-Technicznej w Olsztynie. Pracował w przedsiębiorstwach związanych z energetyką (m.in. jako dyrektor i inspektor nadzoru w Elektrowni Żarnowiec oraz Elektrowni Żydowo, a także generalny projektant gdańskiego Energoprojektu). Był długoletnim członkiem Polskiej Zjednoczonej Partii Robotniczej, obejmował funkcje pierwszego sekretarza komitetów partii – miejskiego w Lęborku i następnie wojewódzkiego w Słupsku.
W latach 1988–1989 zajmował stanowisko wojewody słupskiego. Od 1998 do 2001 z ramienia Sojuszu Lewicy Demokratycznej był radnym sejmiku pomorskiego. Od października 2001 do lipca 2004 był wojewodą pomorskim. Następnie od lipca 2004 do listopada 2005 pełnił funkcję sekretarza stanu w Ministerstwie Infrastruktury.
Był również prezesem słupskiego oddziału Związku Literatów Polskich. Autor publikacji książkowych poświęconych historii oraz religii.
W 2005 został odznaczony Srebrnym Medalem „Zasłużony Kulturze Gloria Artis”.

## Wybrane publikacje
- Jeruzalem, Jeruzalem, 1984.
- Sekretne archiwum Kambudżiji, 1994.
- Od Maratonu do Arderriki, 1986.
- Niezłomny z Nazaretu, 1988.
- Ostatni Apostoł, 1995.
- Papież, 2002.
- Słowiański przedświt, 2003.
- Kronika lat 1374–1399 podkanclerza koronnego Klemensa z Moskorzewa herbu „Pilawa”, 2020.